# Hlynez
Hlynez (ukrainisch Глинець; russisch Глинец Glinez, polnisch Laszki) ist ein Dorf in der ukrainischen Oblast Lwiw mit 211 Einwohnern (2001).

## Geschichte
Der Ort hieß bis 1948 Ljaschky (Ляшки) (polnisch Laszki) und erhielt dann nach dem nahen Wasserlauf Glinca den heutigen Namen. Er hatte 1880 398 Einwohner, 24 lebten auf Gütern.

## Geografische Lage
Am 12. Juni 2020 wurde das Dorf ein Teil neu gegründeten Stadtgemeinde Jaworiw im Rajon Jaworiw; bis dahin gehörte es zur Landratsgemeinde Wischomlja (Віжомлянська сільська рада/Wischomljanska silska rada) im Südosten des Rajon Jaworiw.
Die Landschaft erhebt sich unweit des Ortes auf eine Höhe von 304 Metern.

## Söhne und Töchter der Ortschaft
- Halyna Hereha (* 1959), Politikerin und Unternehmerin, 2012–2014 Bürgermeisterin von Kiew.